# Список умерших в 983 году

## Март
- 26 марта — Азуд ад-Доуле (46), эмир из иранской династии Буидов (949—983)[1].

## Июль
- 10 июля — Бенедикт VII, Папа Римский (974—983)[2].

## Декабрь
- 7 декабря — Оттон II Рыжий, король Германии и император Священной Римской империи (961—983), король Италии (973—983)[3].

## Дата смерти неизвестна или требует уточнения
- Аль-Мусхафи, хаджиб (первый министр) Кордовского халифата (971—978)[4].
- Антоний III Студит, Патриарх Константинопольский (974—978/979)[5].
- Артвайл ап Ноуи, король Гвента (970—983)[6].
- Минамото-но Мунэюки, японский вака-поэт.